# Плюмерия красная
Плюме́рия кра́сная (лат. Pluméria rúbra) — листопадное дерево из рода Плюмерия (Plumeria) семейства Кутровые (Apocynaceae).

## Ботаническое описание

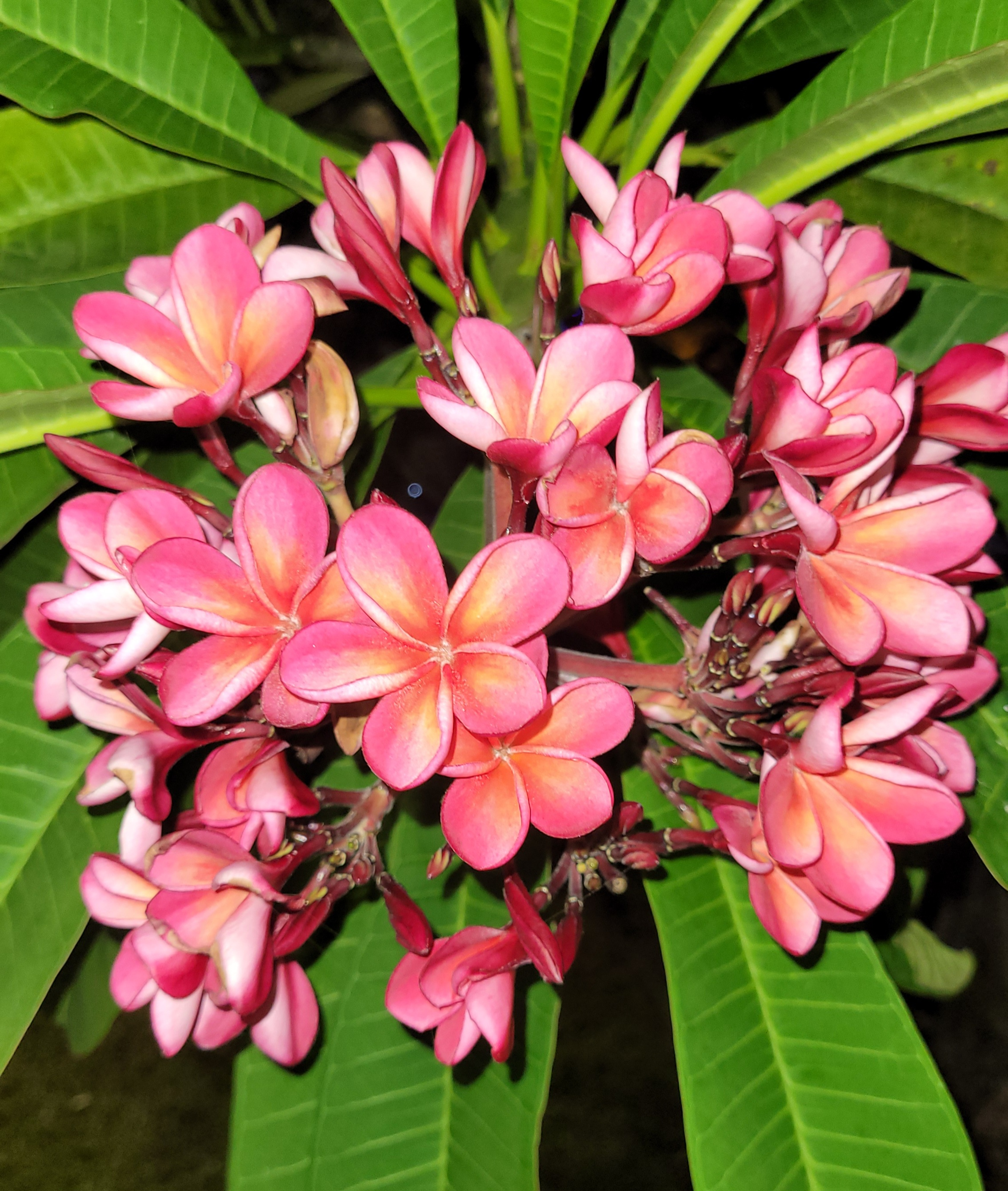
Соцветие плюмерии во Вьетнаме

Плюмерия красная — листопадный кустарник или, чаще, небольшое дерево, достигающее 1,5—12 м в высоту. Кора светло-зелёная, тонкая, гладкая или бородавчатая. Молодые веточки голые. Листовая пластинка 12—50 см длиной и 3,5—15 см шириной, эллиптическая, обратнояйцевидная или обратноланцетовидная, с заострённым концом, кожистая, голая. Черешок 1,5—10 см длиной.
Соцветие щитковидное, довольно рыхлое, цветки очень ароматные. Венчик окрашенный в розоватые или красно-розовые тона или же белый или жёлтый, но всегда с красноватым или фиолетовым оттенком с внешней стороны, отгиб до 6 см длиной. Чашечка разделена на яйцевидно-четырёхугольные или яйцевидно-треугольные чашелистики. Тычинки 1 мм длиной, с ланцетовидными пыльниками до 2,7 мм длиной. Пестик 1 мм длиной, рыльце до 2 мм в диаметре.
Плод — продолговатая жёлто-зелёная листовка 9—30×1,5—4 см. Семена 3,5—6,5 см длиной, грязно-жёлтые, с белым крылом.

## Ареал
Естественный ареал плюмерии красной — юг Мексики и Центральная Америка. Описана «из Ямайки и Суринама».

## Хозяйственное значение и применение
Плоды плюмерии употребляются в пищу в кухне народов Вест-Индии. Цветки могут добавляться к кондитерским изделиям.
Плюмерия завезена во многие регионы мира с тропическим климатом, где выращивается как декоративное растение.
В китайской медицине используется как лекарственное.
В Индии из древесины плюмерии делают различные музыкальные инструменты.

## Таксономия

### Синонимы
- Plumeria acuminata Aiton, 1789
- Plumeria acutifolia Poir., 1812
- Plumeria alba Kunth, 1819, nom. illeg.
- Plumeria angustifolia A.DC., 1844
- Plumeria arborea Noronha, 1790
- Plumeria arborescens G.Don, 1837
- Plumeria aurantia Lodd. ex G.Don, 1837
- Plumeria aurantiaca Steud., 1841, nom. inval.
- Plumeria bicolor Ruiz & Pav., 1799
- Plumeria blandfordiana Lodd. ex G.Don, 1837
- Plumeria carinata Ruiz & Pav., 1799
- Plumeria conspicua G.Don, 1830
- Plumeria gouanii D.Don ex G.Don, 1837
- Plumeria incarnata Mill., 1768
- Plumeria jamesonii Hook., 1853
- Plumeria kerrii G.Don, 1837
- Plumeria kunthiana Kostel., 1834
- Plumeria lambertiana Lindl., 1830
- Plumeria loranthifolia Müll.Arg., 1860
- Plumeria lutea Ruiz & Pav., 1799
- Plumeria macrophylla Lodd. ex G.Don, 1837
- Plumeria megaphylla A.DC., 1844
- Plumeria mexicana Lodd., 1825
- Plumeria milleri G.Don, 1837
- Plumeria mollis Kunth, 1819
- Plumeria northiana Lodd. ex G.Don, 1837
- Plumeria obtusifolia Steud., 1841, nom. inval.
- Plumeria obtusa Lour., 1790, nom. illeg.
- Plumeria purpurea Ruiz & Pav., 1799
- Plumeria tenuifolia Lodd. ex G.Don, 1837
- Plumeria tricolor Ruiz & Pav., 1799